# Стейблс, Келли
Келли Мишель Стейблс (англ. Kelly Stables, род. 26 января 1978 в Сент-Луисе, штат Миссури) — американская актриса.

## Биография
Сыграла роль мёртвой Самары Морган в фильме «Звонок 2» (саму Самару играла Дэйви Чейз). Снималась в картине «Гордость и предрассудки» (2003). Также озвучивала Вилл Вандом в мультсериале «Чародейки» (W.I.T.C.H.).
Была приглашена в сериал «Два с половиной человека», где сыграла в нескольких сериях.

## Личная жизнь
C 26 марта 2005 года Келли замужем за сценаристом и продюсером Куртом Патино. У супругов есть два сына — Кендрик Курт Патино (род.07.09.2012) и Келлен Уильям Патино (род.02.04.2015).

## Фильмография
| Год       |   | Русское название         | Оригинальное название | Роль          |
| --------- | - | ------------------------ | --------------------- | ------------- |
| 2004      | ф |                          | Bring It on Again     | Тини          |
| 2004—2006 | с | Чародейки                | W.I.T.C.H.            | Вилл Вандом   |
| 2005      | ф | Звонок 2                 | The Ring 2            | Самара Морган |
| 2006      | ф |                          | Furnace               | Карен Болдинг |
| 2006      | ф |                          | Telling Lies          | Ив Форестер   |
| 2006      | ф |                          | State's Evidence      | Эмили Картер  |
| 2008      | ф |                          | Dragon Hunter         | Рэя           |
| 2009      | ф |                          | Santa Baby 2          | Тери          |
| 2009      | ф |                          | My Life: Untitled     | Олли          |
| 2008—2010 | с | Два с половиной человека | Two and a Half Men    | Мелисса       |